# Courtown
Courtown (auch: Courtown Harbour, irisch Baile na Cúirte, deutsch: Ort des Court) ist ein Dorf im County Wexford im Südosten der Republik Irland unmittelbar an der Irischen See. 2022 zählte die Ortschaft mit der Agglomeration 4365 Einwohner.

## Lage
Courtown liegt etwa 28 Kilometer nordöstlich von Enniscorthy. In Courtown fließt hier der Authboy in den Hafen und damit in das Meer; nördlich von Courtown mündet der River Owenavorragh in die Irische  See. Die R742 verbindet Courtown mit Gorey im Nordwesten und Wexford im Süden. Schon vor dem Bau des Hafens war der Ort für seinen Strand berühmt.

## Geschichte
Die erste Erwähnung Courtowns erfolgte 1278. Das früher armselige Fischerdorf wurde durch Lord Courtown 1839 bis 1846 durch den Bau des Hafens zu einigem Wohlstand entwickelt. Eine weitere Blütezeit begann mit den 1990er Jahren (Jahre des Keltischen Tigers). Durch den Bauboom verschmolz Courtown mit Riverchapel und Ardamine. Der Sitz der Earls of Courtown, Courtown House, wurde 1962 abgerissen.

## Persönlichkeiten
- John Etchingham (1868–1923), Politiker der Sinn Féin